# Eparchie novokuzněcká
Eparchie Novokuzněck je eparchie ruské pravoslavné církve nacházející se v Rusku.

## Území a titul biskupa
Zahrnuje správní hranice území městského okruhu Kaltan, Meždurečensk, Myski, Novokuzněck a Osinniki, také Novokuzněckého a Taštagolského rajónu Kemerovské oblasti.
Eparchiálnímu biskupovi náleží titul biskup novokuzněcký a taštagolský.

## Historie
Ve 20. a 30. letech 20. století existoval kuzněcký vikariát tomské eparchie (město Novokuzněck se do roku 1932 jmenovalo Kuzněck). Vikariát byl zřízen aby odolal renovačnímu schizmatu. V letech 1927-1932 zde existoval také biskupský stolec renovacionistů.
Je známo že biskupové Kuzněcku byli jmenování aby sloužily farnostem, které zůstali věrně patriarchovi Tichonovi.
Dne 26. července 2012 byla rozhodnutím Svatého synodu zřízena eparchie novokuzněcká a to oddělením území z kemerovské eparchie. Stala se součástí nově vzniklé kuzbaské metropole.
Prvním eparchiálním biskupem se stal protojerej Vladimir (Agibalov), duchovní kemerovské eparchie.

## Seznam biskupů

### Kuzněcký vikariát
- 1924–1924 Nikita (Pribytkov), svatořečený mučedník
- 1924–1924 Nikon (Purlevskij), dočasný administrátor
- 1924–1927 Nikon (Solovjov)
- 1928–1930 German (Kokel), svatořečený mučedník

### Novokuzněcká eparchie
- 2012–2014 Aristarch (Smirnov), dočasný administrátor
- od 2014 Vladimir (Agibalov)